# Edwinstowe
Edwinstowe és un municipi del Regne Unit, situat al centre del bosc de Sherwood, al comtat de Nottinghamshire (Anglaterra). La vila rep molts visitants atrets per la fira medieval i altres activitats que rememoren la llegenda de Robin Hood.

## Història

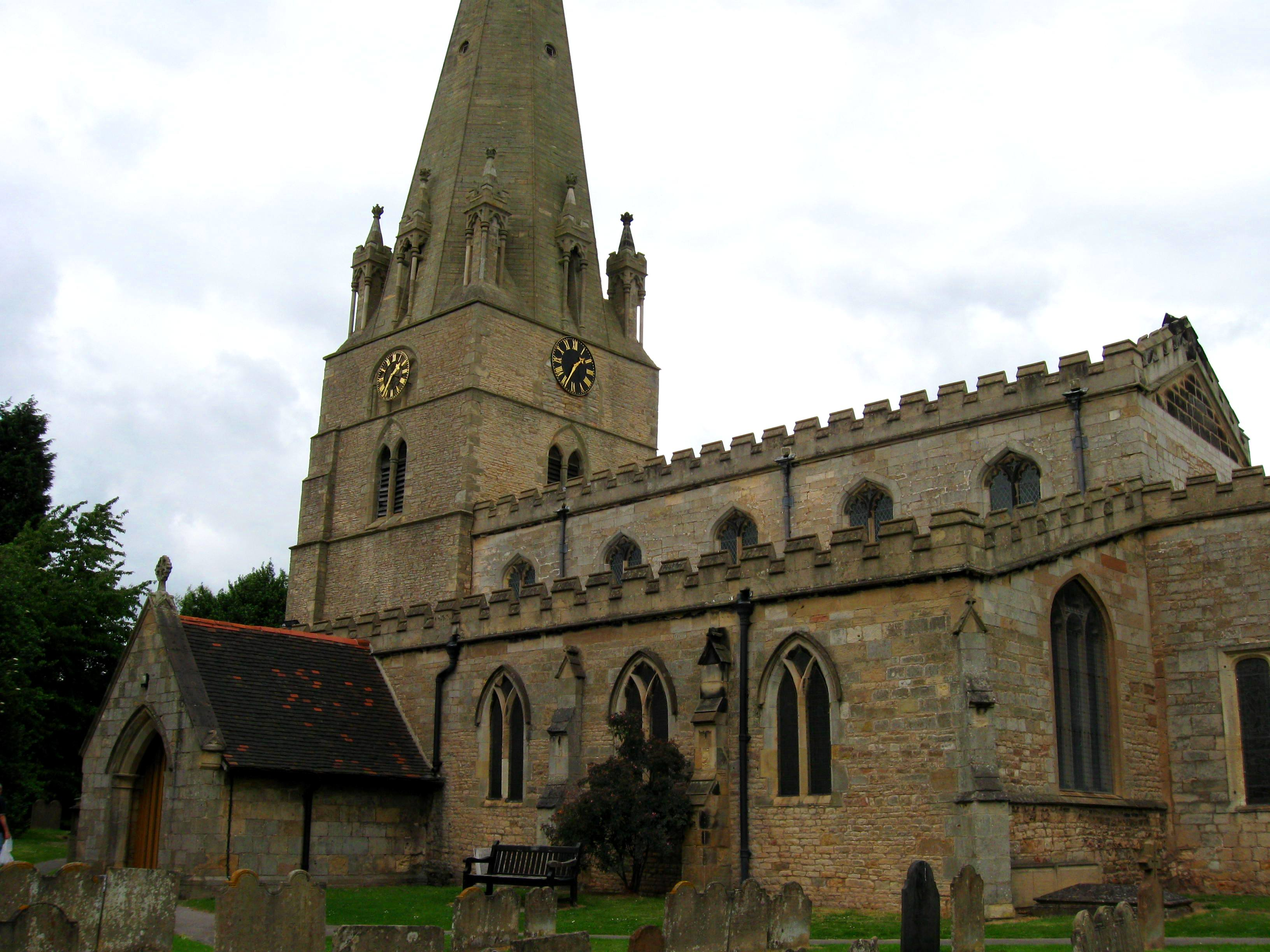
Església parroquial

El nom de la vila vol dir «lloc de repòs d'Edwin» i es va originar perquè el cos del difunt rei Edwin de Northúmbria va ser sebollit dins l'església d'aquesta parròquia després que morís en la batalla de Hatfield Chase, a prop de Doncaster, probablement l'any 633, per amagar-lo del rei Penda de Mèrcia. Aquesta batalla va tenir lloc on ara hi ha un llogaret anomenat Cuckney, a unes poques milles al nord-oest d'Edwinstowe.
Edwinstowe és esmentat dues vegades en el Domesday Book, on diu que el 1086 hi havia cinc llars més un capellà i les quatre cabanes que li pertanyien.
Segons una de les llegendes de Robin Hood, aquest es va casar amb la donzella Marian en l'església parroquial d'Edwinstowe. Dins el terme d'aquesta vila està el roure principal, esmentat en les balades de Robin Hood, que és un arbre d'entre 800 i 1.000 anys d'antiguitat.

## Economia
La mina de carbó Thoresby Colliery va ser el principal lloc de treball a Edwinstowe fins al seu tancament el juliol del 2015. La pèrdua d'aquesta mina, una de les darreres en tancar a la Gran Bretanya, ha deixat el turisme com a principal fonament de l'economia local.
A la localitat està el centre per a visitants del bosc de Sherwood, que depèn del consell del comtat i té la concessió fins a l'any 2017 per efectuar millores de conservació d'aquest espai natural, amb un pressupost de 5,3 milions de lliures.
L'empresa Center Parcs es va establir als afores l'any 1987, on ha fet uns bungalows i un restaurant per a turistes.

## Serveis

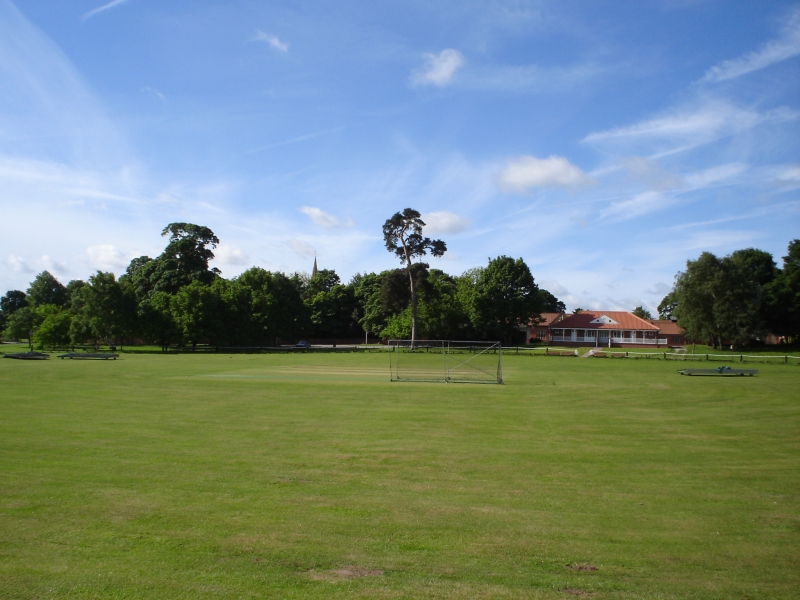
Camp de criquet d'Edwinstowe.

Hi ha dues escoles:St Mary's Primary School i King Edwin Primary School.
El poble també compta amb un proveïdor de serveis d'oficina, servei d'ambulància, un centre d'antiguitats, tallers, un petit parc d'atraccions, un alberg juvenil, dos centres d'arts i oficis, una sala de la comunitat per a festes o reunions, i un centre de control de plagues de la comunitat.
Les activitats d'oci inclouen: dos grups de música (Thoresby Colliery Band i una banda juvenil), una activitat d'aventura pel bosc a la corda fluixa, excursions amb bicicleta de muntanya i amb ciclocròs, un centre de senderisme, una pista per fer acrobàcies amb patins, i un parc d'aventures a l'aire lliure.
Actualment Edwinstowe només té quatre pubs: el Black Swan, el Hammer and Wedge, el Manvers i el Royal Oak, ja que el Ye Olde Jug and Glass va tancar. Per menjar hi ha tres locals: Edwinstowe Bistro Restaurant, Cottage Tea Rooms i Launay's Restaurant.

## Transports
Edwinstowe va tenir una estació de ferrocarril que va funcionar entre el 1897 i el 1955. Actualment només funciona com a línia de mercaderies; per a passatgers l'estació més propera està a Mansfield, situada a 10 km.
Hi ha un servei d'autobusos que para a la vila dues vegades al dia de dilluns a dissabte, que enllacen amb Mansfield i Ollerton, sis autobusos cap a Worksop, i un autobús de dilluns a divendres cap a Nottingham. A més hi ha un servei que passa dues vegades a la setmana cap a Newark-on-Trent i un dia a la setmana cap a Lincoln.

## Edificis d'interès
- L'església parroquial dedicada a la Mare de Déu.
- El molí de vent